# Betinho Rosado
Carlos Alberto de Sousa Rosado, conhecido como Betinho Rosado (Mossoró, 23 de dezembro de 1948 – Mossoró, 12 de abril de 2024) foi um político brasileiro. Foi filho de Jerônimo Dix-Sept Rosado Maia, que foi prefeito de Mossoró e governador do Rio Grande do Norte. 

## Carreira
Formado em Agronomia e Economia, com mestrado em Economia Rural, foi Secretário do Trabalho e Ação Social no Rio Grande do Norte entre 1991 e 1994, durante o governo de José Agripino Maia. Em 1994, elegeu-se deputado federal pelo PFL, sendo reeleito em 1998, 2002, 2006 (sempre pelo PFL) e 2010 (pelo DEM). Voltou a trabalhar no governo estadual em 2003, quando assumiu a Secretaria da Indústria, Comércio, Ciência e Tecnologia, comandando a pasta de Educação, Cultura e Desporto em 2004.
A Lei da Ficha Limpa alcançou Betinho Rosado na desaprovação de suas contas à frente da secretaria de Educação do Estado do Rio Grande do Norte. Essa pendência o torna inelegível. Então, de forma estratégica para continuar na política, ele colocou seu filho como candidato a deputado federal e o mesmo foi eleito.
Tentou se candidatar a vereador em 2016 mas teve sua candidatura rejeitada em primeira e segunda instância no TRE.
Deixou o DEM em 2013, filiando-se ao PP.
Em 20 anos como deputado Federal lançou quatro projetos na Câmara dos deputados tendo um desses aprovado.

## Morte
Betinho morreu no dia 12 de abril de 2024 aos 76 anos, vítima de um AVC.